# 248-я стрелковая дивизия (1-го формирования)
248-я стрелковая дивизия (1-го формирования) — пехотное соединение в составе Вооружённых сил СССР во время Великой Отечественной войны.
Дивизия сформирована в Вязьме в июне — начале июля 1941 года. Предполагалось, что вся дивизия (или большая её часть) будет укомплектована призывниками и воинами запаса Вяземского и ближайших районов Смоленской области .  История 248-й стрелковой дивизии (1-го формирования) насчитывает всего несколько месяцев 1941 года, а боевой путь исчисляется несколькими днями. Дивизия формировалась в Вязьме и погибла под Вязьмой в начале октября 1941 года. В ЦАМО отсутствует даже исторический формуляр соединения.

## История формирования дивизии
28 июня 1941 года в Вязьму прибыла группа офицеров во главе с генерал-майором Каролем Сверчевским, который согласно Директиве Московского военного округа № 10321, приступил к формированию здесь 248-й дивизии.

Приказ по войсковому соединению 248 стр.див.
№ 1 от 28 июня 1941 года. Город Вязьма.
Сего числа прибыл в город Вязьму и приступил к формированию 248 Стр. Дивизии. Основание:

В период формирования командование дивизии получило от сборного пункта Вяземского РВК 300 исправных машин для автопарка.
Как и для других дивизий формирующихся в этот же период, на формирование соединения отводилось 14 суток.
Судя по дивизионным документам, дивизия находилась на формировании в районе Вязьмы до 13 июля 1941 года. Из ресурсов московского военного округа в дивизию прибыло 12034 командиров и рядовых.
На 22 июля 1941 года дивизия насчитывала 13534 человека, в то время как по штатам она должна была насчитывать 14706 человек.
На 1 августа 1941 года в дивизии насчитывалось 13855 человек.
7 августа 1941 года на основании директивы Ставки ВГК от 6 августа 1941 года в составе Резервного фронта на базе 35-го стрелкового корпуса была сформирована 49-я армия, которая до 12 августа 1941 года называлась 35-й армией. В состав армии вместе с 248-й стрелковой дивизией вошли также 194-я горнострелковая, 220-я, 298-я стрелковые дивизии, 4-я дивизия народного ополчения, 396-й корпусной артиллерийский полк и другие части.

## Боевой путь дивизии
В то время как в тылу Западного фронта создавался фронт Резервных армий, в состав которого, в том числе, входила 24-я армия с 248-я стрелковой дивизией, обстановка на Западном направлении складывалась чрезвычайно напряжённая.
10 июля 1941 года войска группы армий «Центр» силами 2-й танковой группы из района Шклова и 3-й танковой группы из района Витебска нанесли два мощных удара в направлении Ельни и Духовщины, стремясь окружить большую группировку советских войск в районе Смоленска. Началось грандиозное Смоленское сражение.

### Смоленское сражение
13 июля 1941 года авангарды 7-й и 20-й немецких танковых дивизий достигли Велижа и Демидова.
15 июля 1941 года 20-я танковая дивизия противника заняла Рибшево и Пречистое, 7-я танковая дивизия вышла на автотрассу Москва — Минск западнее Ярцево, а 18-я моторизованная дивизия вышла к Усвятам
С 17 августа 1941 года части дивизии занимали оборонительную полосу:
902-й стрелковый полк — оборонял участок: Мокрищево (44 км западнее Ново-Дугино), Кошкино (49 км юго-западнее Ново-Дугино), Осинки (41,5 км юго-западнее Ново-Дугино);

905-й стрелковый полк — Сельцо (48 км юго-западнее Ново-Дугино), (иск) Ларино (51,5 км юго-западнее Ново-Дугино), Княжино (46 км юго-западнее Ново-Дугино);
К моменту вступления в боевые действия в ходе Вяземской оборонительной операции на 1 октября 1941 года 248 стрелковая дивизия насчитывала 12066 человек.
1 октября 1941 года 49-й армии, в состав которой в тот момент входила 248-я стрелковая дивизия, был отдан приказ о подчинении армии Ставке Верховного Главного командования и перемещении её частей в новый район.

### Вяземская оборонительная операция
С 4 октября развернулось сражение за восточный и западный плацдармы на берегах Днепра. На западном берегу в сражение против LVI моторизованного и 5-го армейского корпусов врага вступили главные силы группы генерал-лейтенанта Болдина. На восточном берегу готовились вступить в сражение стрелковые дивизии из состава 49-й и 32-й армий Резервного фронта..
4 октября 1941 года шло ожесточённое встречное танковое сражение за Холм-Жирковский. В результате его немецкая 6-я танковая дивизия при поддержке пехоты смогла отразить все атаки советских частей из состава группы Болдина и также выйти основными силами к захваченному плацдарму в районе Тиханово.
5 октября 1941 года противоборствующие стороны намеревались решительными действиями уничтожить противника: одна — продолжить наступление на Вязьму, другая — восстановить оборону по реке Днепр.
5 октября 1941 года 248 стрелковая дивизия перешла в подчинение командующего 32 армией генерал-лейтенанта С. В. Вишневского и к утру занимала фронт обороны от Крекшино до устья реки Вязьмы, сосредоточившись основными силами 902-й и 899-й стрелковых полков на фронте: от восточнее Глушково до Казариново и занимая в глубину район Облецы 1-е, Бараново, Тычково.
Командир дивизии генерал-майор Сверчевский с небольшой группой красноармейцев вышел из окружения в районе Теряевой Слободы на участке 316 стрелковой дивизии генерала Панфилова. Тылы дивизии, транспорт и медико-санитарный батальон были обращены на укомплектование вышедшей из Вяземского окружения 144-й стрелковой дивизии Западного фронта.

## Полное название
248-я стрелковая дивизия.

## Подчинение
| На дату    | Фронт                                | Армия                | Корпус                 |
| ---------- | ------------------------------------ | -------------------- | ---------------------- |
| 10.07.1941 | Группа армий резерва Ставки          | 24-я армия           |                        |
| 01.08.1941 | Резервный фронт                      | 24-я армия           | 53-й стрелковый корпус |
| 01.09.1941 | Резервный фронт                      | 49-я армия           | -                      |
| 01.10.1941 | Ставка Верховного Главнокомандования | 49-я резервная армия | -                      |
| 05.10.1941 | Западный фронт                       | 32-я армия           | -                      |

## Состав
- 899-й стрелковый полк
- 902-й стрелковый полк
- 905-й стрелковый полк
- 711-й лёгкий артиллерийский полк (лап)
- 774-й гаубичный артиллерийский полк (гап)
- 302-й отдельный истребительный противотанковый дивизион (оиптд)
- 320-й разведывательный батальон (рб)
- 412-й сапёрный батальон (сапбат)
- 644-й отдельный батальон связи (обс)
- 502-й автотранспортный батальон (атб)
- 277-й медико-санитарный батальон (медсанбат)
- 242-я отдельная рота химической защиты (орхз)
- 370-й дивизионный ветеринарный лазарет (двл)
- 259-я походная хлебопекарня (пхп)
- 926-я почто-полевая станция (ппс)
- 656-я полевая касса Госбанка (пкг)

## Командный состав

### Командир дивизии
- Карл Сверчевский, генерал-майор —

## Перечень карт
1. Карта боёв под Вязьмой.